# Hobart International 2023
L'Hobart International 2023 è un torneo di tennis giocato sul cemento. È la 28ª edizione del torneo facente parte della categoria WTA 250 nell'ambito del WTA Tour 2023. Si gioca all'Hobart International Tennis Centre di Hobart, in Australia, dal 9 al 14 gennaio 2023. L'evento sarà il primo dal 2020, dopo un'assenza di due anni dopo l'annullamento delle edizioni 2021 e 2022 a causa della pandemia di COVID-19.

## Partecipanti singolare

### Teste di serie
| Nazionalità | Giocatrice        | Ranking* | Testa di serie |
| ----------- | ----------------- | -------- | -------------- |
| Rep. Ceca   | Marie Bouzková    | 24       | 1              |
| Belgio      | Elise Mertens     | 29       | 2              |
| Francia     | Alizé Cornet      | 36       | 3              |
| Ucraina     | Anhelina Kalinina | 39       | 4              |
| Stati Uniti | Bernarda Pera     | 44       | 5              |
| Polonia     | Magda Linette     | 48       | 6              |
| Cina        | Wang Xiyu         | 50       | 7              |
| Kazakistan  | Julija Putinceva  | 51       | 8              |

* Ranking al 2 gennaio 2023.

### Altre partecipanti
Le seguenti giocatrici hanno ricevuto una Wild card per il tabellone principale:
- Olivia Gadecki
- Talia Gibson
- Sofia Kenin
- Sloane Stephens

La seguente giocatrice è entrata in tabellone lo special exempt:
- Ysaline Bonaventure

Le seguenti giocatrici sono entrate in tabellone usando il ranking protetto:
- Jaqueline Cristian
- Laura Siegemund
- Patricia Maria Țig

Le seguenti giocatrici sono passate dalle qualificazioni:

- Anna Blinkova
- Lauren Davis
- Tereza Martincová
- Nuria Párrizas Díaz
- Maryna Zanevs'ka
- Tamara Zidanšek

La seguente giocatrice è stata ripescata in tabellone come lucky loser:
- Wang Xinyu

### Ritiri
Prima del torneo
- Danka Kovinić → sostituita da  Wang Xinyu
- Wang Xiyu → sostituita da  Tatjana Maria

## Partecipanti doppio

### Teste di serie
| Nazione  | Giocatore        | Nazione   | Giocatore       | Rank* | Testa di serie |
| -------- | ---------------- | --------- | --------------- | ----- | -------------- |
| Belgio   | Kirsten Flipkens | Germania  | Laura Siegemund | 56    | 1              |
| Giappone | Eri Hozumi       | Slovenia  | Tamara Zidanšek | 84    | 2              |
| Giappone | Miyu Katō        | Indonesia | Aldila Sutjiadi | 96    | 4              |
| Germania | Vivian Heisen    | Giappone  | Makoto Ninomiya | 112   | 4              |

* Ranking al 2 gennaio 2023.

### Altri partecipanti
Le seguinti coppie hanno ricevuto una wildcard per il tabellone principale:
- Latisha Chan /  Alexa Guarachi
- Olivia Gadecki /  Talia Gibson

### Ritiri
Prima del torneo
- Alicia Barnett /  Olivia Nicholls → sostituite da  Alicia Barnett /  Monica Niculescu
- Makoto Ninomiya /  Alycia Parks → sostituite da  Vivian Heisen /  Makoto Ninomiya

## Punti
| Evento    | V   | F   | SF  | QF | 2T   | 1T | Q    | Q2   | Q1   |
| Singolare | 280 | 180 | 110 | 60 | 30   | 1  | 18   | 12   | 1    |
| Doppio    | 280 | 180 | 110 | 60 | N.D. | 1  | N.D. | N.D. | N.D. |

## Montepremi
| Evento    | V       | F       | SF      | QF     | 2T     | 1T     | Q    | Q3     | Q2   | Q1   |
| Singolare | $43,000 | $21,400 | $11,300 | $5,900 | $3,310 | $1,925 | N.D. | $1,005 | $730 | $530 |
| Doppio    | $12,300 | $6,400  | $3,435  | $1,820 | N.D.   | $960   | N.D. | N.D.   | N.D. |      |

## Campionesse

### Singolare
Lauren Davis ha sconfitto in finale  Elisabetta Cocciaretto con il punteggio di 7-6(0), 6-2.
• È il secondo titolo in carriera per Davis, il primo in stagione.

### Doppio
Kirsten Flipkens /  Laura Siegemund hanno sconfitto in finale  Viktorija Golubic /  Panna Udvardy con il punteggio di 6-4, 7-5.